# Wilhelm Dirks
Wilhelm Dirks (* 1947  in Leer (Ostfriesland)) ist Diplomingenieur und war 38 Jahre Konstrukteur von Segelflugzeugen und Motorseglern.

## Leben und Wirken
Nach seinem erfolgreichen Ingenieurstudium in an der TH Darmstadt und seiner fliegerischen Begeisterung im akademischen Flugsportverein Akaflieg Darmstadt initiierte er mit dem Flugsportfreund Gerhard A. Glaser die Gründung eines Flugzeugwerks in Untergrombach.
Dirks wurde Chefkonstrukteur der Flugzeugwerke Glaser-Dirks in Untergrombach sowie der Folgefirma DG Flugzeugbau in Bruchsal. Das erste von ihm konstruierte Modell der DG 100 Reihe verließ am 10. Mai 1974 das Firmengelände.  Obwohl der Markt für Segelflugzeuge von vier etablierten Herstellern besetzt war, konnte sich Glaser Dirks durch verschiedene Vorteile schnell im Markt etablieren. So wurde mit der Einführung neuer Werkstoffe, verstärktem Rumpfvorderteil, eingeklebten Sitzschalen und tiefer Bordwand für leichteren Notausstieg enorme Vorteile für die Flugleistung und die Sicherheit geschaffen. Durch die Verwendung von Carbonfasern konnte eine Spann-Erweiterung der Tragflügel auf 17 m erfolgen und mit dem Einsatz eines Motors eine Sonderstellung bei den Motorseglern erreicht werden. Dazu kamen von Glaser entwickelte elektronische Assistenz-Systeme, welche zur Sicherheit erheblich beitrugen. Die Entwicklung der Modellreihen DG-200, DG-300, DG-600 sowie der  Motorsegler DG-400 und DG-800 erfolgte unter der Konstruktionsleitung von Dirks.
Die Firma Glaser-Dirks nahm in den 1990er Jahren unter den Segelflugzeugherstellern den 3. Platz ein und wurde zum größten Motorsegler Hersteller in Europa. Die Lieferzeiten betrugen teilweise 2 Jahre. Wegen Lieferengpässen bei Flugmotoren geriet das Unternehmen in eine finanzielle Schieflage und musste 1996 seine Insolvenz erklären.
Die Neugründung DG Flugzeugbau in Bruchsal durch  Karl Friedrich und Eva-Marie Weber übernahm Personal und Material von Glaser-Dirks und produziert seitdem die DG Flugzeuge. Die Firma DG Flugzeugbau übernahm auch den Konstrukteur Dirks der weitere Flugzeuge konstruierte wie beispielsweise DG Flugzeugbau DG-1000. Er ging 2012 nach 38 Jahren Flugzeugkonstruktion in den Ruhestand. Mehr als 2000 Segelflugzeuge und Motorsegler mit der Typbezeichnung DG wurden nach seinen Plänen produziert.
Im Jahr 2021 hat die Volocopter GmbH in Bruchsal die Produktionssparte der DG Flugzeugbau übernommen.